# دال (سرده)
دال، دِژکاک یا جپس (نام علمی: Gyps) نام یک سرده از تیره بازان بومی آفریقا و جنوب اوراسیا است. سرده دژکاک شامل نیمی از گونه‌های کرکس‌های جهان قدیم می‌شود.
ماری جولز سزار ساویگنی جانورشناس اهل فرانسه سرده جپس (دال) را در سال ۱۸۰۹ پایه‌گذاری کرد. ویژگی‌های مشترک گونه‌های این سرده شامل دارا بودن سری باریک، گردنی بلند و باریک با یک پوشش زینتی در اطراف گردن است که توسط پرهای بلند و سبک تشکیل شده‌است. تاج نوک بزرگ این پرندگان کمی فشرده شده و سوراخ‌های بینی بزرگ آن‌ها نیز به صورت عرضی بر روی نوک تنظیم شده‌است. گونه‌های دال دارای ۶ تا ۷ پر بالی هستند که در بین آن‌ها پر نخست کوتاه‌ترین و پر چهارم بلندترین آن‌ها است.

## گونه‌ها
- کرکس پشت‌سفید آفریقایی (Gyps africanus)
- دال کفل‌سفید (Gyps bengalensis)
- دال دماغه (Gyps coprotheres)
- دال (Gyps fulvus)
- کرکس هیمالیا (Gyps himalayensis)
- کرکس هندی (Gyps indicus)
- کرکس روپل (Gyps rueppelli)
- کرکس نوک‌باریک (Gyps tenuirostris)